# NX CAM
NX CAM — система автоматизированной разработки управляющих программ для станков с ЧПУ (числовым программным управлением) от компании Siemens PLM Software.

## История создания
Первоначально PLM система NX носила название Unigraphics. ПО Unigraphics было разработано компанией United Computing. В 1976 компания McDonnell Douglas (поглощена Boeing) приобрела United Computing и впоследствии была образована McDonnell Douglas Automation Unigraphics Group. Компания EDS приобрела данный бизнес в 1991. После приобретения EDS компании Structural Dynamics Research Corporation (SDRC) в 2001, продукт Unigraphics был объединен с САПР системой I-DEAS, разработанной SDRC Постепенное добавление функциональных возможностей I-DEAS в основной код системы Unigraphics стало основой существующей линейки продуктов NX.

## Краткое описание
NX CAM — ключевой компонент системы технологического проектирования, которая также включает в себя средства передачи информации в производство и многие другие функции.

## Обзор решения
Набор средств для программирования станков с ЧПУ позволяет применять NX CAM в самых разнообразных отраслях. NX CAM внедрён и используется в авиационно-космической и оборонной промышленности, автомобилестроении, машиностроении, производстве потребительских товаров, медицинского оборудования и других отраслях.
NX CAM поставляется и как отдельное рабочее место для программирования обработки, и как CAD/CAM система, а также может включать систему управления технологическими данными и библиотеками инструментов. NX CAM поддерживает совместную работу с приложениями конструкторского проектирования NX, образуя единое решение. NX CAM поставляется с трансляторами, встроенными средствами визуализации обработки, редактором постпроцессоров.
Изготовление изделий со сложной геометрией внешних обводов требует соответствующего программного обеспечения для расчёта управляющей программы для станка с ЧПУ. В зависимости от сложности детали применяется токарная обработка, фрезерная обработка на станках с тремя-пятью управляемыми осями, токарно-фрезерная, электроэрозионная обработка проволокой. Система NX CAM обладает всеми возможностями для формирования траекторий инструмента для соответствующих типов обработки.
NX CAM имеет широкий набор встроенных средств автоматизации — от мастеров и шаблонов до возможностей программирования обработки типовых конструктивных элементов.
Генератор программ ЧПУ включает в себя стратегии обработки, предназначенные для создания программ с минимальным участием инженера.
Концепция мастер-модели является базой, на которой строится распределение данных между модулем проектирования и остальными модулями NX, в том числе и модулями CAM.
Для того чтобы программу можно было запустить на определённом станке, необходимо её преобразовать в машинные коды данного станка. Это делается с помощью постпроцессора. В системе NX существует специальный модуль для настройки постпроцессора для любых управляющих стоек и станков с ЧПУ. Основные настройки выполняются без использования программирования, однако возможно подключение специальных процедур на языке Tcl, что открывает широкие возможности по внесению в постпроцессор любых необходимых уникальных изменений.
Интегрированные в NX CAM функции верификации и симуляции позволяют специалистам выполнять проверку траектории инструмента в процессе программирования станков с ЧПУ. Доступен многоуровневый процесс проверки: например, симуляция работы станка на основе G-кода показывает движение, управляемое программой, сгенерированной встроенным постпроцессором NX. 3D модель станка вместе с деталью, приспособлениями и инструментом перемещается в соответствии с ходом станка по мере обработки G-кода.
Приложение для проектирования оснастки NX Tooling Design позволяет проектировать пресс-формы и штампы последовательного действия (ШПД). Приложение поддерживает использование стандартных компонентов из библиотек, а также функции численного моделирования, позволяющие визуализировать перемещение дополнительных инструментальных компонентов.
Модуль NX Mold Design для проектирования пресс-форм позволяет автоматизировать процесс проектирования линий разъема и поверхностей пресс-формы, создания матрицы и пуансона, а также блока формы, непосредственно используя модель детали. Ключевые атрибуты добавляются для управления автоматизированным программированием обработки в NX CAM.
Проектирование штампов последовательного действия в системе NX CAM содержит детальную информацию о создании штампов, позволяющую автоматизировать процесс проектирования. Оно ведет пользователя через серию шагов, включая анализ формуемости, создание макета ленты, проектирование основы штампа и проверки работы. Система NX CAM включает в себя модуль проектирования автомобильных штампов, которое обеспечивает планирование, проектирование и оценку рабочей поверхности штампа, конструкции и проверку работы.
Программный модуль NX Проектирование электродов позволяет обеспечить пошаговое решение автоматизации процесса электроэрозионной обработки от проектирования до производства.
Входящее в NX CAM средство автономного программирования координатно-измерительных машин (КИМ) CMM Inspection Programming позволяет создавать программы машинного контроля показателей качества изделия. Проверяемые конструктивные элементы и траектории движения контрольно-измерительных датчиков создаются автоматически на основе содержащейся в конструкторской 3D модели конструкторско-технологической информации (PMI). Приложение CMM Inspection Programming поддерживает имитацию обработки и контроля столкновений КИМ, предусмотрена возможность выбора встроенных моделей КИМ из библиотеки, в том числе контактных датчиков Renishaw PH20 с технологией «касания головкой», поддерживается создание собственных моделей КИМ.
NX CAM поддерживает возможность программирования роботизированных комплексов, что позволяет применять роботов для выполнения таких операций обработки как фрезеровка, гравировка, полировка, шлифовка, удаление заусенцев, сверление, клепка и т.д.
Также, NX CAM позволяет создавать управляющие программы для гибридных станков, поддерживающих 3D-печать методом осаждения металла.